# Heinrich Wilhelm Naumann
Heinrich Wilhelm Naumann (* 22. Juli 1931; † 27. Juni 2001) war ein deutscher Mediziner und Verleger.

## Leben
Ab 1950 studierte in München Medizin (Juli 1956 mit dem medizinischen Staatsexamen an der Universität Heidelberg). Parallel dazu studierte er acht Semester Philosophie an den Universitäten in Augsburg, Heidelberg und Würzburg. Nach der Ableistung der Medizinalassistentenzeit an den Universitätskliniken in Würzburg und Heidelberg begann er seine Facharztausbildung an der Universitäts-Hals-, Nasen-, Ohrenklinik in Würzburg unter der Leitung Horst Ludwig Wullsteins und schloss seine Facharztausbildung 1962 in Würzburg ab. Im gleichen Jahr wechselte er mit dem neuberufenen Direktor der Universitäts-Hals-, Nasen-,Ohrenklinik Berlin, Hans-Heinz Naumann als Oberarzt an das Klinikum Westend Berlin. 1968 wechselte er mit dem späteren Direktor der Universitäts-Hals-, Nasen-, Ohrenklinik München, Hans-Heinz Naumann an das Klinikum Steglitz in Berlin und letztlich am 1. April 1970 an die Universitäts-Hals-, Nasen-, Ohrenklinik in München. Dort wurde er im März des gleichen Jahres zum leitenden Oberarzt der Klinik ernannt.
Nach der Promotion zum Dr. med. in Heidelberg am 17. September 1956 (Habilitation bei Hans-Heinz Naumann) lehrte seit 1976 als außerplanmäßiger Professor an der Ludwig-Maximilians-Universität München. Nach dem Tod seines Vaters Johann Wilhelm Naumann übernahm er ab 1973 die Verlagsleitung (Die Tagespost) bis zu seinem Tod.